# La Symphonie marocaine
Pour plus de détails, voir Fiche technique et Distribution.
La Symphonie marocaine (السمفونيه المغربيه, Assamfounia al Maghribia) est un film musical marocain réalisé par Kamal Kamal, sorti en 2006.
C'est le deuxième film de Kamal Kamal. Il a été présenté au 8e Festival national du film en 2005 à Tanger.
Le film a été présenté par le Maroc à la 79e cérémonie des Oscars pour l'Oscar du meilleur film en langue étrangère, mais n'a pas été retenu comme candidat,.

## Synopsis
Hamid (Younes Megri) a participé à la guerre du Liban en tant que volontaire et il en est revenu handicapé et désespéré. Désormais, il est sans abri dans la ville de Casablanca. Il recourt au vol pour subvenir à ses besoins et tente d'atteindre son plus grand objectif, qui est de donner vie à sa symphonie musicale. Il demandera l'aide de ses camarades marginalisés pour parvenir à ses fins.

## Fiche technique
- Titre français : La Symphonie marocaine[4]
- Titre original arabe : السمفونيه المغربيه[5],Assamfounia al Maghribia
- Réalisation : Kamal Kamal, assisté de Célina Parret
- Scénario : Kamal Kamal
- Photographie : Yohann Charrin
- Montage : Kamal Kamal
- Musique : Kamal Kamal
- Décors : Tayeb El Alaoui
- Société de production : Vidéo Star Production
- Pays de production :  Maroc
- Langue originale : arabe
- Format : couleurs
- Genre : film musical
- Durée : 105 minutes
- Dates de sortie : 
  - Maroc : décembre 2005 (Festival national du film à Tanger)[1] ; 1er février 2006 (sortie nationale)

## Distribution
- Younes Megri : Hamid
- Abdellah Lamrani (ar) : Kafi
- Rafik Boubker : Moustafa
- Aziz Hattab : Hassane
- Majdouline Idrissi : Habiba
- Hicham Bahloul : Omar
- Mohamed Choubi (ar) : le dentiste
- Alexandra Génovès : Rebeka
- Bachir Ouakine (ar) : Pius
- Khalid Benchagra : Rafik
- Omar Azzouzi (ar) : le général
- Mahjoub Raji (ar) : Balahcen